# 科布羅爾島
科布羅爾島是印度尼西亞的島嶼，位於阿拉弗拉海，屬於阿魯群島的一部分，行政上由马鲁古省阿鲁群岛县负责管辖，毗鄰沃坎島，面積1,723平方公里。
5°30′S 134°35′E / 5.500°S 134.583°E